# Cynorta clunipecten
Cynorta clunipecten is een hooiwagen uit de familie Cosmetidae.